# Entwicklerstudio
Entwicklerstudios oder auch Spieleentwickler sind Unternehmen die Computer- bzw. Videospiele entwickeln. Teilweise sind Entwicklerstudios Abteilungen eines größeren Unternehmens, wie Publisher oder Konsolenhersteller. Ein Entwicklerstudio ist meist der Arbeitsplatz eines Spieleentwicklers (Person). Um Spiele erfolgreich entwickeln zu können, bedarf es meist mindestens einen, eher mehrere Entwickler verschiedener Arbeitsfelder. So arbeiten an komplexen Spielen nicht selten ca. 50–100 Entwickler, das Orchester allerdings noch nicht mit eingerechnet.
Man unterscheidet die Entwicklerstudios meist daran für wen sie die Spiele entwickeln. So gibt es Studios die von einem Spielkonsolenhersteller gegründet wurden oder dazugekauft wurden und deshalb nur für einen bestimmten Hersteller entwickeln oder Studios die zwar unabhängig sind aber dennoch nur für einen Hersteller entwickeln oder Studios die unabhängig sind und sich bei der Entwicklung und dem Vertrieb keiner bestimmten Spielkonsole verschrieben haben. Doch auch jene können für eine andere Firma entwickeln, die allerdings keine eigenen Spielkonsolen herstellt, sondern die Spiele nur verkauft.
Während diese Aufteilung bei der Entwicklung von Videospielen für Spielkonsolen üblich ist, gibt es im Bereich der Computerspiele diese Aufteilung nicht. Der Computer stellt ein freies System dar, für das jeder ohne Einschränkungen Spiele entwickeln und vertreiben darf.

## Arten von Entwicklern für Spielekonsolen

### First-Party
First-Party Entwickler (deutsch etwa: Hauptentwickler oder Erster Entwickler) sind Entwicklerstudios, die einem Konsolenhersteller gehören und exklusiv für diese entwickeln. Dazu zählen auch interne Studios, die von einem Konsolenhersteller direkt gegründet wurden. Beispiel hierfür ist Nintendo Entertainment Analysis & Development, das von dem Unternehmen Nintendo Co. Ltd. gegründet wurde, ausschließlich Nintendo gehört und exklusiv für sie entwickelt. Das Studio muss dabei nicht den Namen der Firma tragen (wie hier von Nintendo), sondern kann einen anderen, unabhängigen Namen tragen (z. B. Naughty Dog, Sony). Dies ist im Normalfall bei extern gegründeten Studios der Fall, die erst nachträglich aufgekauft wurden. Die Spiele werden meist unter dem Namen des Mutterkonzerns veröffentlicht.

### Third-Party
Als Third-Party Entwickler (in deutschsprachigen Ländern meist als Drittanbieter oder Dritthersteller bezeichnet) wird jedes Studio bezeichnet, das Spiele entwickelt und herstellt, sofern es kein First-Party oder Second-Party Entwickler ist. Beispiele für Third-Party-Entwickler sind auch Dienstleisterstudios, die für verschiedene Titel Assets als Auftragsarbeiten definieren. Dieser Teil steht im engen Zusammenhang mit dem Thema Outsourcing.
Hardware-Hersteller die Zusatzhardware für Konsolen herstellen werden allerdings ebenfalls als Third-Party bezeichnet. Nicht selten gibt es Zusammenschlüsse von mehreren Third-Party Entwicklern oder größere Studios kaufen kleinere, die dann gemeinsam ein großes Unternehmen bilden. Diese können einen höheren Spieleentwicklungsrate haben, mit höheren Umsätzen, als die Konsolenhersteller selbst. Beispiel hierfür ist die Firma Electronic Arts.

### Überblick aktuelle Situation
Hinweise: Die Liste erhebt keinen Anspruch auf Vollständigkeit, versucht diesem aber so weit wie möglich nahezukommen. Die Angaben der Liste bilden eine Zusammenfassung anderer Wikipedia-Artikel und wurden daher auch nicht nochmals extra mit Quellen belegt.
Die einzelnen Abteilungen innerhalb von Nintendo EAD besitzen eigene Zuständigkeitsbereiche für festgelegte Spieleserien, für die sie verantwortlich sind und eigenmächtig entwickeln und werden daher als eigene Studios gewertet.
Sony Computer Entertainment (heute Sony Interactive Entertainment) hat viele ehemals unabhängige Studio wie z. B. Millennium Interactive nicht nur aufgekauft, sondern auch in die eigene Entwickler-Struktur integriert und diese umbenannt und werden daher als interne Studios aufgelistet.
| Konsolenhersteller | First-Party intern                                                                       | First-Party extern | exklusive Third-Party                          |
| ------------------ | ---------------------------------------------------------------------------------------- | --- | ---------------------------------------------- |
|                    | Japan - Nintendo Entertainment Analysis & Development USA - Nintendo Software Technology | Japan - 1-UP Studio - HAL Laboratory - Intelligent Systems - Monolith Soft Kanada - Next Level Games USA - Retro Studios                                                                    | Japan - Camelot Software Planning - Game Freak |
|                    | USA - Microsoft Studios - Halo Studios Kanada - The Coalition                            | Europa - Rare (Twycross Studio – Fazeley Studios) - Ninja Theory - Playground Games - Mojang USA - Obsidian Entertainment - inXile Entertainment - Bethesda Softworks - Activision Blizzard |                                                |
|                    | Sony Interactive Entertainment America (SIEA) - SIE Santa Monica Studio                  | Japan gehören zu SIEI - Polyphony Digital USA gehören zu SIEA - Naughty Dog - Sucker Punch Productions Europa gehören zu SIEE - Evolution Studios - Guerrilla Games - Media Molecule        |                                                |

## Besondere Arten von Entwicklerstudios

### Indie-Game-Entwickler
Independent-Game-Entwickler sind Spieleentwickler, die typischerweise kleinere Computerspiele entwickeln, sogenannte Indie-Games, da sie im Normalfall ohne finanzielle Unterstützung und Abhängigkeit von anderen Firmen arbeiten. Indie-Entwickler stellen eine Gegenbewegung zu großen Studios dar, deren Produkte mit Fokus für bessere Vermarktbarkeit an möglichst breite Kundenschichten optimiert werden. Einen großen kommerziellen Erfolg schließt dies jedoch nicht aus, wie etwa bei Mojang Studios.

### Browserspiel-Entwickler
Diese Entwickler haben sich meist auf die Entwicklung von Browserspielen, also Spiele, die im Webbrowser gespielt werden, spezialisiert. Die meisten Entwickler programmieren daher in den Programmiersprachen JavaScript, Java, Flash und Shockwave. Zu den führenden deutschen Entwicklern mit starker globaler Präsenz gehören beispielsweise Goodgame Studios, Bigpoint, Gameforge und Wooga. Entwickler sind hier beispielsweise Gameduell, Travian Games oder InnoGames.

### Social-Games-Entwickler
Social-Network-Game-Entwickler entwickeln Spiele auf der Basis der Social Networks. Einer der bekanntesten Entwickler ist Zynga, der vor allem für die Spiele auf Facebook bekannt ist. Die Spiele sind meistens Browserspiele, können aber für andere Plattformen entwickelt worden sein.

### Spieleentwickler für Handy und Smartphones
Neben Studios, die sich nur auf die Entwicklung von Spielen für Computer und Videospielkonsolen spezialisiert haben, haben sich auch Entwickler von Spielen für Handys und Smartphones im Markt etabliert. Verschiedene Entwickler wie etwa THQ schufen eigene Abteilungen für Spiele auf Mobiltelefonen. Ein frühes Beispiel für ein deutsches Entwicklerstudio von Handyspielen ist HandyGames, das schon vor der Smartphone-Ära in diesem Bereich aktiv war. Auch Entwickler von Browserspielen wie das Hamburger Unternehmen Goodgame Studios konzentrieren sich seit dem Aufkommen von Smartphones verstärkt auf diesen Markt.
Da Handyspiele derzeit im Gegensatz zu PC- und Konsolenspielen sowohl in Grafik, als auch Komplexität und Umfang deutlich weniger aufwändig gestaltet sind, bestehen diese Entwicklerteams aus erheblich weniger Personen.